# Oiozona geometrica
Oiozona geometrica là một loài bướm đêm trong họ Geometridae.